# Золотые монеты Николая I
Золотые монеты Николая I — монеты Российской империи, чеканившиеся из золота во время правления Николая I. Современными исследователями монетного дела они подразделяются на группы согласно их предназначению. Среди золотых общегосударственных монет регулярного чекана был лишь один номинал — 5 рублей и первая по мнению некоторых нумизматов памятная монета этого же номинала «В память начала чеканки из золота Колывано-Воскресенских приисков». Также были две золотые монеты, чеканенные для Польши номиналом 25 и 50 злотых, русско-польская монета с двойным обозначением номинала «3 рубля — 20 злотых» и червонец без обозначения номинала — имитация нидерландского дуката, который продолжал чеканиться на Санкт-Петербургском монетном дворе. Был и другой червонец, который чеканился некоторое время на Варшавском монетном дворе во время польского восстания 1831 года и через некоторое время был изъят из обращения. Существует ещё и новодельная памятная монета номиналом 10 рублей «В память 10-летия коронации». Всего было 8 видов золотых монет в 5 разных номиналах.

## Регулярный чекан
Пять рублей регулярного чекана разных монетных дворов и годов чеканки
Аверсы и реверсы